# Église Saint-Gilles de Saint-Gilles-Pligeaux
L’église Saint-Gilles est une église catholique située à Saint-Gilles-Pligeaux, en France.

## Localisation
L'église est située dans le département français des Côtes-d'Armor, sur la commune de Saint-Gilles-Pligeaux.

## Historique
L'édifice est classé au titre des monuments historiques en 2003.